# Championnat d'Égypte de football 1974-1975
Navigation
Saison précédente Saison suivante
La saison 1974-1975 du Championnat d'Égypte de football est la 19e édition du championnat de première division égyptien. Dix-huit clubs égyptiens prennent part au championnat organisé par la fédération. Les équipes sont regroupées au sein d'une poule unique où elles rencontrent leurs adversaires deux fois, à domicile et à l'extérieur. En fin de saison, pour permettre le passage du championnat de 18 à 24 équipes, il n'y a pas de relégation et les six meilleurs club de deuxième division sont promus.
Après une année d'interruption du championnat (à cause de la guerre du Kippour), c'est le club d'Al Ahly SC qui remporte la compétition, après avoir terminé en tête du classement final, avec sept points d'avance sur le Tersana SC et huit sur Ismaily SC. C'est le 12e titre de champion d'Égypte de l'histoire du club. Le tenant du titre, Ghazl El Mahallah, termine à la 4e place, à treize points d'Al-Ahly.

## Les clubs participants
| - Al Ahly SC - Tersana SC - Zamalek SC - Meniya Club - Promu de D2 - Ittihad Alexandrie - Ismaily SC - Domiyat Club - Suez El-Riyadi - Promu de D2 - Al Sekka Al Hadid - Promu de D2 | - Al Olympi - Al Tayaran - Al-Masry Club - Sharkia Sporting Club - Promu de D2 - Al-Qanat - Bani Sweif FC - Promu de D2 - El-Plastic - Al Mansourah Sporting Club - Promu de D2 - Ghazl El Mahallah |

## Compétition

### Classement
Le classement est établi sur le barème de points classique (victoire à 2 points, match nul à 1, défaite à 0).
| Rang | Équipe                       | Pts | J  | G  | N  | P  | Bp | Bc | Diff |
| ---- | ---------------------------- | --- | -- | -- | -- | -- | -- | -- | ---- |
| 1    | Al Ahly SC                   | 59  | 34 | 26 | 7  | 1  | 69 | 11 | +58  |
| 2    | Tersana SC                   | 52  | 34 | 22 | 8  | 4  | 63 | 19 | +44  |
| 3    | Ismaily SC                   | 51  | 34 | 19 | 13 | 2  | 66 | 21 | +45  |
| 4    | Ghazl El Mahallah T          | 46  | 34 | 19 | 8  | 7  | 51 | 22 | +29  |
| 5    | Zamalek SC C                 | 44  | 34 | 18 | 8  | 8  | 56 | 20 | +36  |
| 6    | Al-Masry Club                | 40  | 34 | 16 | 8  | 10 | 39 | 30 | +9   |
| 7    | Ittihad Alexandrie           | 36  | 34 | 12 | 12 | 10 | 27 | 28 | -1   |
| 8    | Al Olympi                    | 34  | 34 | 11 | 12 | 11 | 32 | 32 | 0    |
| 9    | Al Tayaran                   | 31  | 34 | 9  | 13 | 12 | 28 | 42 | -14  |
| 10   | Al Mansourah Sporting Club P | 30  | 34 | 10 | 10 | 14 | 25 | 32 | -7   |
| 11   | Al Sekka Al Hadid P          | 29  | 34 | 10 | 9  | 15 | 28 | 36 | -8   |
| 12   | El-Plastic                   | 28  | 34 | 10 | 8  | 16 | 21 | 33 | -12  |
| 13   | Suez El-Riyadi P             | 28  | 34 | 7  | 14 | 13 | 26 | 39 | -13  |
| 14   | Domiyat Club                 | 28  | 34 | 7  | 14 | 13 | 23 | 39 | -16  |
| 15   | Sharkia Sporting Club P      | 27  | 34 | 8  | 11 | 15 | 31 | 51 | -20  |
| 16   | Al-Qanah                     | 21  | 34 | 5  | 11 | 18 | 12 | 44 | -32  |
| 17   | Bani Sweif FC P              | 16  | 34 | 2  | 12 | 20 | 16 | 55 | -39  |
| 18   | Meniya Club P                | 12  | 34 | 2  | 8  | 24 | 14 | 73 | -59  |

| Légende : Qualifications et relégations | Légende : Qualifications et relégations                                               |
| --------------------------------------- | ------------------------------------------------------------------------------------- |
|                                         | Qualification pour la Coupe d'Afrique des clubs champions 1976                        |
|                                         | Qualification pour la Coupe des Coupes 1976                                           |
|                                         | T : Tenant du titre C : Vainqueur de la Coupe d'Égypte P : Promu de deuxième division |

## Bilan de la saison
| Championnat d'Égypte de football 1974-1975 |                                                                  |
| Champion                                   | Al Ahly SC (12e titre)                                           |
| Coupes et trophées                         |                                                                  |
| Vainqueur de la Coupe d'Égypte 1974-1975   | Zamalek SC                                                       |
| Qualifications continentales               |                                                                  |
| Coupe d'Afrique des clubs champions 1976   | Al Ahly SC                                                       |
| Coupe des Coupes 1976                      | Zamalek SC                                                       |
| Promotions et relégations                  |                                                                  |
| Promus en Egyptian Premier League          | Esco Belkas SC (en) Kafr El-Shaikh Tanta FC Factory 37 Al-Shorta |
| Relégués en Egyptian Second League         | Aucun (passage de 18 à 24 clubs)                                 |